# Ponte Tazio
Ponte Tazio è un ponte sopra il fiume Aniene che collega via Nomentana Nuova a corso Sempione, a Roma, nel quartiere Monte Sacro.

## Descrizione
Fu costruito nel 1922 per collegare piazza Sempione (cioè il nucleo della Città giardino Aniene) con la via Nomentana Nuova, che, immettendosi in via Nomentana, si inoltra fino a Porta Pia. Il ponte, intitolato al re sabino Tito Tazio, è percorso da via Nomentana Nuova e sovrasta l'Aniene.

## Curiosità
In prossimità del ponte sono state girate alcune scene del film Ladri di biciclette di Vittorio De Sica (1948).

## Collegamenti
|  | È raggiungibile dalla stazione di Roma Nomentana. |